# Topología simpléctica

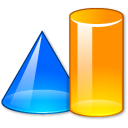
Un icono del tema Crystal Clear

La topología simpléctica es aquella parte de las matemáticas referida al estudio de las variedades simplécticas. Estas variedades se presentan naturalmente en la formulación hamiltoniana de la mecánica clásica, que proporciona una de las motivaciones principales para el tema. Hay un modelo local estándar, a saber R2n con 
ωi,n+i = 1; ωn+i,i = -1; ωj,k = 0 para todo i = 0,...,n-1; j,k=0,...,2n-1 (k ≠ j+n o j ≠ k+n). Se llama a esto un espacio lineal simpléctico. 
Una variedad simpléctica es un par (M, ω) donde M es una variedad diferenciable y ω es una 2-forma cerrada, no degenerada en M llamada la forma simpléctica. Aquí, «no degenerada» significa que: para cada vector distinto de cero (denotado por u ) en un punto del espacio tangente , hay un vector v tal que
ω(u, v) ≠ 0
Los ejemplos fundamentales de variedades simplécticas vienen dados por los fibrados cotangentes de variedades; estos se presentan en la mecánica clásica, donde el conjunto de todas las configuraciones posibles de un sistema se modela como variedad, y el fibrado cotangente de esta variedad describe el espacio de fase del sistema. Las variedades de Kähler son también variedades simplécticas. Ya en los años 70, los simplécticos expertos estaban inseguros de si existía alguna variedad simpléctica compacta no kähleriana, pero muchos ejemplos se han construido desde entonces; en particular, Robert Gompf ha demostrado que cada grupo finitamente presentado aparece como el grupo fundamental de alguna 4-variedad simpléctica, en contraste marcado con el caso kähleriano. 
Directamente de la definición, se puede demostrar que M es de dimensión par 2n y que el ωn es una forma nula en ninguna parte, la forma volumen. Se sigue que una variedad simpléctica está canónicamente orientada y viene con una medida canónica, la medida de Liouville.

## Campos vectoriales hamiltonianos
En una variedad simpléctica, cada función diferenciable, H, define un campo vectorial único,XH, llamado el campo vectorial hamiltoniano. Se define de tal modo que para cada campo vectorial Y en M la identidad
dH(Y) = ω(XH,Y)
valga. Los campos vectoriales hamiltonianos dan a las funciones en M la estructura de un álgebra de Lie con el corchete de Poisson
{f,g} = ω(Xf,Xg) = Xg(f)
(Advertencia: otras convenciones de signo están también en uso).

## Simplectomorfismos
El flujo de un campo vectorial hamiltoniano es un simplectomorfismo es decir un difeomorfismo que preserva la forma simpléctica. Esto se sigue de la cerradura de la forma simpléctica y de la expresión de la derivada de Lie en términos de la derivada exterior. Como una consecuencia directa tenemos el teorema de Liouville: el volumen simpléctico es invariante bajo un flujo hamiltoniano. Como {H,H} =X(H)H = 0 el flujo de un campo vectorial hamiltoniano también preserva H. En física esto se interpreta como la ley de conservación de la energía. El teorema de Liouville se interpreta como la conservación del volumen de fase en sistemas hamiltonianos, que es la base para la mecánica estadística clásica. Acabamos de mostrar que hay una correspondencia uno a uno entre simplectomorfismos infinitesimales y las funciones diferenciables sobre una variedad simpléctica. 
A diferencia de las variedades de Riemann, las variedades simplécticas son extremadamente no rígidos: tienen muchos simplectomorfismos provenientes de campos vectoriales hamiltonianos. La diferencia fundamental entre la geometrías riemanniana y simpléctica es que una variedad simpléctica no tiene ningún invariante local: según el teorema de Darboux para cada punto x en una variedad simpléctica hay un conjunto coordenado local llamado variables ángulo con los coordenadas p1,...,pn,q1,...,qn, tales que:ω = Σ dpi ∧ dqi
Los subgrupos finito-dimensionales del grupo de simplectomorfismos son grupos de Lie. Representaciones de estos grupos de Lie (después de h-deformaciones, en general!) en los espacios de Hilbert se llaman «cuantizaciones». Cuando el grupo de Lie es definido por un hamiltoniano, se llama una «cuantización por energía». El operador de Lie correspondiente del álgebra de Lie al álgebra de Lie de operadores lineales continuos también es, a veces, llamada la cuantización, y es una manera más común, entre físicos, de considerarla.

## Curvas seudoholomorfas
Aunque la mayoría de los variedades simplécticas no son kählerianas y por tanto, no tienen una estructura compleja integrable compatible con la forma simpléctica, Mijaíl Grómov ha hecho la importante observación que las variedades simplécticas admiten una abundancia de estructuras casi complejas compatibles, de modo que satisfagan todos los axiomas para una variedad compleja excepto el requisito de que las funciones de transición sean holomorfas. Una superficie de Riemann mapeada en una variedad simpléctica compatible con la estructura casi compleja se llama curva seudoholomorfa, y Gromov probó un teorema de compacidad para tales curvas; este resultado ha conducido al desarrollo de la subdisciplina bastante grande de la topología simpléctica. Los resultados que surgen de la teoría de Gromov incluyen el teorema nonsqueezing de Gromov referente a inmersiones simplécticas de esferas en cilindros, así como una conjetura de Vladimir Arnol'd referente al número de punto fijos de los flujos hamiltonianos; esto fue probada con generalidad en aumento por varios investigadores que comenzaron con Andreas Floer, que introdujo lo que ahora se conoce como homología de Floer que usa los métodos de Gromov. Las curvas seudoholomorfas son también una fuente de invariantes simplécticos, conocidos como invariantes de Gromov-Witten, por los cuales dos diversas variedades simplécticas podrían en principio ser distinguidas.